# 李恒镇
李恒镇，是中华人民共和国江苏省宿迁市沭阳县下辖的一个乡镇级行政单位。
2021年3月2日，撤销李恒镇、汤涧镇，设立新的李恒镇。以原李恒镇、汤涧镇的行政区域为新的李恒镇行政区域。

## 行政区划
李恒镇下辖以下地区：
李恒社区、柴北村、孙洪村、江圩村、西河村、徐庙村、曙红村、刘山村、竹湖村、平北村、大黄村和柴南村。